# Saxifraga rufescens
Saxifraga rufescens es una especie de planta fanerógama perteneciente a la familia Saxifragaceae, es nativa de China. 

## Taxonomía
Saxifraga rufescens fue descrita por Isaac Bayley Balfour y publicado en Transactions of the Botanical Society of Edinburgh 27(1): 74. 1916.
Etimología
Saxifraga: nombre genérico que viene del latín saxum, ("piedra") y frangere, ("romper, quebrar"). Estas plantas se llaman así por su capacidad, según los antiguos, de romper las piedras con sus fuertes raíces. Así lo afirmaba Plinio, por ejemplo.
rufescens: epíteto latíno que significa "rojizo"
Sinonimia
- Saxifraga rufescens var. rufescens
- Saxifraga sinensis var. discolor Engl. & Irmsch.[3]

Cultivar
- Saxifraga rufescens 'Pink Pagoda'[4]